# Andrés Madruga
Andrés Ivani Madruga Del Puerto (Maldonado, 6 de febrero de 2004) es un futbolista uruguayo. Juega de defensa central y su equipo actual es Manta Fútbol Club de la Serie A, máxima categoría del fútbol ecuatoriano, cedido a préstamo desde el Club Atlético Peñarol.

## Trayectoria
Comenzó a jugar al baby fútbol en Defensor Sporting de Maldonado, club de su ciudad natal, posteriormente pasó al Atlético Fernandino y culminó su formación infantil.
Fue fichado por las formativas del Club Atlético Peñarol a sus 14 años, se mudó a una residencia para jugadores ubicada en Costa de Oro.
Debutó como profesional el 29 de octubre de 2023, el entrenador Darío Rodríguez lo hizo ingresar al minuto 75 para enfrentar a Sud América en la tercera ronda de la Copa Uruguay y ganaron 0-3 en el Estadio Parque Artigas.
Por campeonato uruguayo debutó en la fecha 12 del Torneo Clausura 2023, el nuevo entrenador Diego Aguirre lo colocó como titular contra Plaza Colonia el 24 de noviembre y empataron sin goles en el Campeón del Siglo.
El 15 de febrero de 2024 fue cedido a préstamo a Rampla Juniors para que tenga rodaje. Disputó 23 partidos con los Picapiedras y convirtió 1 gol, pero descendieron de categoría.
En 2025 volvió a ser cedido por una temporada, esta vez al Manta Fútbol Club de la Serie A de Ecuador.

## Selección nacional
Madruga ha sido parte de la selección de Uruguay en las categorías juveniles sub-15 y sub-17.
En el año 2018 comenzó el proceso de la selección sub-15, convocado por el entrenador Diego Demarco. Debutó con la Celeste el 20 de septiembre, jugó de titular contra la categoría 2004 de Newell's Old Boys en Argentina pero perdieron 5-2. Tras 17 partidos amistosos jugados, fue convocado para disputar el Campeonato Sudamericano de Sub-15 de 2019. Disputó 2 encuentros en la competición internacional pero quedaron eliminados en la fase de grupos.

## Estadísticas

### Clubes
Actualizado al último partido citado el 17 de agosto de 2025.
| Club                           | Div.          | Temporada     | Liga  | Liga  | Liga   | Copas nacionales | Copas nacionales | Copas nacionales | Copas internacionales | Copas internacionales | Copas internacionales | Total | Total | Total  |
| Club                           | Div.          | Temporada     | Part. | Goles | Asist. | Part.            | Goles            | Asist.           | Part.                 | Goles                 | Asist.                | Part. | Goles | Asist. |
| ------------------------------ | ------------- | ------------- | ----- | ----- | ------ | ---------------- | ---------------- | ---------------- | --------------------- | --------------------- | --------------------- | ----- | ----- | ------ |
| C. A. Peñarol · Uruguay        | 1.ª           | 2023          | 3     | 0     | 0      | 1                | 0                | 0                | -                     | -                     | -                     | 4     | 0     | 0      |
| C. A. Peñarol · Uruguay        | Total club    | Total club    | 3     | 0     | 0      | 1                | 0                | 0                | 0                     | 0                     | 0                     | 4     | 0     | 0      |
| Rampla Juniors F. C. · Uruguay | 1.ª           | 2024          | 23    | 1     | 0      | -                | -                | -                | —                     | —                     | —                     | 23    | 1     | 0      |
| Rampla Juniors F. C. · Uruguay | Total club    | Total club    | 23    | 1     | 0      | 0                | 0                | 0                | 0                     | 0                     | 0                     | 23    | 1     | 0      |
| Manta F. C. · Ecuador          | 1.ª           | 2025          | 16    | 1     | 0      | -                | -                | -                | —                     | —                     | —                     | 16    | 1     | 0      |
| Manta F. C. · Ecuador          | Total club    | Total club    | 16    | 1     | 0      | 0                | 0                | 0                | 0                     | 0                     | 0                     | 16    | 1     | 0      |
| Total carrera                  | Total carrera | Total carrera | 42    | 2     | 0      | 1                | 0                | 0                | 0                     | 0                     | 0                     | 43    | 2     | 0      |
| 1.                             |               |               |       |       |        |                  |                  |                  |                       |                       |                       |       |       |        |

### Selección
Actualizado al último partido citado el 2 de diciembre de 2021.
| Selección         | Temporada         | Continental | Continental | Continental | Mundial | Mundial | Mundial | Amistosos | Amistosos | Amistosos | Total | Total | Total  |
| Selección         | Temporada         | Part.       | Goles       | Asist.      | Part.   | Goles   | Asist.  | Part.     | Goles     | Asist.    | Part. | Goles | Asist. |
| ----------------- | ----------------- | ----------- | ----------- | ----------- | ------- | ------- | ------- | --------- | --------- | --------- | ----- | ----- | ------ |
| Sub-15 · Uruguay  | 2018              | —           | —           | —           | —       | —       | —       | 1         | 0         | 0         | 1     | 0     | 0      |
| Sub-15 · Uruguay  | 2019              | 2           | 0           | 0           | —       | —       | —       | 16        | 0         | 0         | 18    | 0     | 0      |
| Sub-15 · Uruguay  | Total sel.        | 2           | 0           | 0           | 0       | 0       | 0       | 17        | 0         | 0         | 19    | 0     | 0      |
| Sub-17 · Uruguay  | 2021              | —           | —           | —           | —       | —       | —       | 3         | 1         | 0         | 3     | 1     | 0      |
| Sub-17 · Uruguay  | Total sel.        | 0           | 0           | 0           | 0       | 0       | 0       | 3         | 1         | 0         | 3     | 1     | 0      |
| Total selecciones | Total selecciones | 2           | 0           | 0           | 0       | 0       | 0       | 20        | 1         | 0         | 22    | 1     | 0      |
| 1.                |                   |             |             |             |         |         |         |           |           |           |       |       |        |